# 진 스마트
진 스마트(Jean Smart, 1951년 9월 13일 ~ )는 미국의 배우다. 에미상 코미디 부문에서 연기자가 받을 수 있는 세 분야인 주연, 조연, 특별출연상을 전부 수상하였으며, 스마트 외에 여배우 중 이 기록을 가진 사람은 베티 화이트가 유일하다.

## 출연 작품

### 영화
- 키드 (2000)
- 스위트 알라바마 (2002)
- 이유있는 반항 (2009)
- 어카운턴트 (2016) - 리타 블랙번 역
- Awaken the Shadowman (2017)
- 부탁 하나만 들어줘 (2018) - 마거릿 역
- 라이프 잇셀프 (2018)
- 바빌론 (2022)

### 텔레비전
- 디자이닝 우먼 (1986-91, Designing Women)
- 프레이저 (2000-01)
- 킴 파서블 (2002-07) - 앤 파서블 박사 역 (애니메이션)
- 24 (2006-07)
- 사만다 후? (2007-09)
- 파고 (2015)
- 리전 (2017-19) - 멜러니 버드 역
- 왓치맨 (2019) - 로리 블레이크 요원 역
- 메어 오브 이스트타운 (2021) - 헬렌 파헤이 역
- 나의 직장상사는 코미디언 (2021-현재) - 데버라 밴스 역